# Campionati mondiali di sollevamento pesi 2019
I Campionati mondiali di sollevamento pesi 2019, 85ª edizione maschile e 28ª femminile della manifestazione, si sono svolti dal 18 al 27 settembre 2019 a Pattaya, in Thailandia, all'Eastern National Sports Training Center.

## Scelta della sede
La sede dei campionati venne decisa dalla IWF a Penang il 20 ottobre 2016, nello stesso momento in cui fu deciso lo spostamento della sede dei mondiali del 2017 ad Anaheim, negli Stati Uniti. È la terza volta che la Thailandia ospita i campionati mondiali dopo le due edizioni disputate a Chiang Mai nel 1997 e nel 2007.

## Squalifiche
Le competizioni furono caratterizzate da quattro squalifiche:
- Nijat Rahimov nei pesi medi maschili, squalificato per otto anni nel marzo del 2022 – tre anni dopo la conclusione dei campionati – per scambio di provette durante i Giochi olimpici di Rio de Janeiro del 2016;[6] l'atleta nel marzo del 2023 fece ricorso contro la sentenza,[7] ma il Tribunale Arbitrale dello Sport confermò il verdetto di squalifica il 12 dicembre 2023[8] e il 17º posto ottenuto nel mondiale fu annullato;

- Maksim Mudreuski nei pesi massimi leggeri maschili, squalificato per quattro anni nell'agosto del 2020[9] – un anno dopo la conclusione dei campionati – per scambio di provette avvenuto nel marzo del 2016[10] e l'11º posto ottenuto nel mondiale fu annullato;

- Irmantas Kačinskas nei pesi massimi leggeri maschili, squalificato nel gennaio del 2020 per utilizzo di sostanze proibite[11] e il 20º posto ottenuto nel mondiale fu annullato;

- Chen Shih-Chieh nei pesi supermassimi maschili, squalificato per quattro anni nel dicembre del 2019 per utilizzo del testosterone[12] e il 7º posto ottenuto nel mondiale fu annullato.

Nelle categorie femminili non vi fu nessuna squalifica.

## Titoli in palio
Per il secondo anno si assegnano 20 titoli mondiali, 10 maschili e 10 femminili.
Categorie maschili
| Categoria            | Eventi         | Atl. | Gr. |
| -------------------- | -------------- | ---- | --- |
| Pesi mosca           | Fino a 55 kg   | 13   | 2   |
| Pesi gallo           | Fino a 61 kg   | 31   | 3   |
| Pesi piuma           | Fino a 67 kg   | 40   | 3   |
| Pesi leggeri         | Fino a 73 kg   | 39   | 3   |
| Pesi medi            | Fino a 81 kg   | 42   | 4   |
| Pesi massimi leggeri | Fino a 89 kg   | 34   | 3   |
| Pesi mediomassimi    | Fino a 96 kg   | 41   | 4   |
| Pesi massimi primi   | Fino a 102 kg  | 23   | 2   |
| Pesi massimi         | Fino a 109 kg  | 32   | 3   |
| Pesi supermassimi    | Oltre i 109 kg | 28   | 3   |

Categorie femminili
| Categoria            | Eventi          | Atl. | Gr. |
| -------------------- | --------------- | ---- | --- |
| Pesi mosca           | Fino a 45 kg    | 18   | 2   |
| Pesi gallo           | Fino a 49 kg    | 34   | 3   |
| Pesi piuma           | Fino a 55 kg    | 43   | 4   |
| Pesi leggeri         | Fino a 59 kg    | 39   | 4   |
| Pesi medi            | Fino a 64 kg    | 42   | 4   |
| Pesi massimi leggeri | Fino a 71 kg    | 24   | 2   |
| Pesi mediomassimi    | Fino a 76 kg    | 17   | 2   |
| Pesi massimi primi   | Fino a 81 kg    | 21   | 2   |
| Pesi massimi         | Fino a 87 kg    | 26   | 3   |
| Pesi supermassimi    | Oltre gli 87 kg | 19   | 2   |

## Calendario eventi
Il 7 luglio viene diffuso il calendario degli eventi con i titoli da assegnare nelle giornate di gare. Le 20 gare, ciascuna suddivisa in gruppi da due a quattro, sono distribuite su 10 giorni di competizione.
Nella tabella seguente il quadrato completamente blu si riferisce alla giornata delle eliminatorie dei gruppi per ciascuna categoria, mentre i quadrati blu col pallino nero si riferiscono alle giornate delle finali per le assegnazioni delle medaglie.
| Giorno→ Categoria ↓ | Me 18 | Gi 19 | Ve 20 | Sa 21 | Do 22 | Lu 23 | Ma 24 | Me 25 | Gi 26 | Ve 27 |
| ------------------- | ----- | ----- | ----- | ----- | ----- | ----- | ----- | ----- | ----- | ----- |
| 55 kg               | ●     |       |       |       |       |       |       |       |       |       |
| 61 kg               |       | ●     |       |       |       |       |       |       |       |       |
| 67 kg               |       |       | ●     |       |       |       |       |       |       |       |
| 73 kg               |       |       |       | ●     |       |       |       |       |       |       |
| 81 kg               |       |       |       |       | ●     |       |       |       |       |       |
| 89 kg               |       |       |       |       |       | ●     |       |       |       |       |
| 96 kg               |       |       |       |       |       |       | ●     |       |       |       |
| 102 kg              |       |       |       |       |       |       |       | ●     |       |       |
| 109 kg              |       |       |       |       |       |       |       |       | ●     |       |
| +109 kg             |       |       |       |       |       |       |       |       |       | ●     |

| Giorno→ Categoria ↓ | Me 18 | Gi 19 | Ve 20 | Sa 21 | Do 22 | Lu 23 | Ma 24 | Me 25 | Gi 26 | Ve 27 |
| ------------------- | ----- | ----- | ----- | ----- | ----- | ----- | ----- | ----- | ----- | ----- |
| 45 kg               | ●     |       |       |       |       |       |       |       |       |       |
| 49 kg               |       | ●     |       |       |       |       |       |       |       |       |
| 55 kg               |       |       | ●     |       |       |       |       |       |       |       |
| 59 kg               |       |       |       | ●     |       |       |       |       |       |       |
| 64 kg               |       |       |       |       | ●     |       |       |       |       |       |
| 71 kg               |       |       |       |       |       | ●     |       |       |       |       |
| 76 kg               |       |       |       |       |       |       | ●     |       |       |       |
| 81 kg               |       |       |       |       |       |       |       | ●     |       |       |
| 87 kg               |       |       |       |       |       |       |       |       | ●     |       |
| +87 kg              |       |       |       |       |       |       |       |       |       | ●     |

## Nazioni partecipanti
Le nazioni che hanno partecipato ai campionati furono 100 per un totale di 606 partecipanti (323 atleti e 283 atlete). Tra parentesi i partecipanti per nazione.
Il 9 febbraio 2019 sette atlete thailandesi – tra le quali tre detentrici del titolo mondiale – risultarono positive ai controlli antidoping; un mese più tardi, la Thailandia si autosospese dalla partecipazione ai mondiali, pur mantenendo l'organizzazione. Alla competizione non ha partecipato l'Egitto, sospeso il 12 settembre 2019 sempre per questioni legate al doping.
- Albania  (4)
- Algeria  (2)
- Arabia Saudita  (4)
- Argentina  (2)
- Armenia  (9)
- Australia  (5)
- Austria  (2)
- Azerbaigian  (3)
- Bangladesh  (2)
- Bielorussia  (13)
- Belgio  (2)
- Botswana  (2)
- Brasile  (8)
- Bulgaria  (6)
- Camerun  (1)
- Canada  (18)
- Cile  (5)
- Cina  (20)
- Colombia  (16)
- Corea del Nord  (12)
- Corea del Sud  (19)
- Croazia  (6)
- Cuba  (4)
- Danimarca  (10)
- Ecuador  (10)
- Emirati Arabi Uniti  (1)
- Estonia  (2)
- Filippine  (9)
- Finlandia  (5)
- Francia  (8)
- Georgia  (10)
- Germania  (7)
- Ghana  (1)
- Giappone  (20)
- Guam  (2)
- Guatemala  (2)
- India  (7)
- Indonesia  (8)
- Iran  (14)
- Iraq  (4)
- Irlanda  (4)
- Islanda  (2)
- Isole Marshall  (1)
- Isole Salomone  (2)
- Israele  (5)
- Italia  (10)
- Kazakistan  (9)
- Kiribati  (2)
- Kirghizistan  (2)
- Lettonia  (4)
- Libano  (1)
- Libia  (2)
- Lituania  (5)
- Madagascar  (4)
- Malaysia  (6)
- Malta  (1)
- Marocco  (5)
- Mauritius  (1)
- Messico  (11)
- Moldavia  (5)
- Mongolia  (6)
- Nauru  (3)
- Nicaragua  (1)
- Norvegia  (6)
- Nuova Zelanda  (3)
- Paesi Bassi  (1)
- Panama  (6)
- Papua Nuova Guinea  (3)
- Perù  (5)
- Polonia  (6)
- Porto Rico  (7)
- Qatar  (1)
- Regno Unito  (14)
- Rep. Ceca  (8)
- Rep. Dominicana  (5)
- Romania  (4)
- Russia  (16)
- Saint Vincent e Grenadine  (1)
- Samoa  (4)
- Singapore  (1)
- Siria  (1)
- Slovacchia  (4)
- Spagna  (7)
- Sri Lanka  (8)
- Stati Uniti  (20)
- Sudafrica  (4)
- Svezia  (2)
- Svizzera  (2)
- Taipei cinese  (14)
- Tonga  (2)
- Tunisia  (2)
- Turchia  (12)
- Turkmenistan  (14)
- Tuvalu  (1)
- Ucraina  (10)
- Ungheria  (4)
- Uruguay  (2)
- Uzbekistan  (10)
- Venezuela  (12)
- Vietnam  (7)

## Risultati
Sono stati stabiliti 24 record mondiali: 9 nel totale dell'esercizio, 15 nelle singole specialità. Inoltre, sono stati stabiliti altri 7 record mondiali juniores (Under-20) e 8 record mondiali giovanili (Under-18).

### Categorie maschili
| Evento                                  | Oro                           | Oro                           | Argento                       | Argento                       | Bronzo                        | Bronzo                        |
| Pesi mosca — 55 kg (Dettagli)           | Pesi mosca — 55 kg (Dettagli) | Pesi mosca — 55 kg (Dettagli) | Pesi mosca — 55 kg (Dettagli) | Pesi mosca — 55 kg (Dettagli) | Pesi mosca — 55 kg (Dettagli) | Pesi mosca — 55 kg (Dettagli) |
| --------------------------------------- | ----------------------------- | ----------------------------- | ----------------------------- | ----------------------------- | ----------------------------- | ----------------------------- |
| Strappo                                 | Om Yun-chol                   | 128 kg                        | Nguyễn Trần Anh Tuấn          | 120 kg                        | Igor Son                      | 120 kg                        |
| Slancio                                 | Om Yun-chol                   | 166 kg                        | Hafez Ghashghaei              | 149 kg                        | Mansour Al-Saleem             | 147 kg                        |
| Totale                                  | Om Yun-chol                   | 294 kg                        | Igor Son                      | 266 kg                        | Mansour Al-Saleem             | 265 kg                        |
| Pesi gallo — 61 kg (Dettagli)           |                               |                               |                               |                               |                               |                               |
| Strappo                                 | Li Fabin                      | 145 kg                        | Eko Yuli Irawan               | 140 kg                        | Yōichi Itokazu                | 135 kg                        |
| Slancio                                 | Li Fabin                      | 173 kg                        | Francisco Mosquera            | 172 kg                        | Qin Fulin                     | 171 kg                        |
| Totale                                  | Li Fabin                      | 318 kg                        | Eko Yuli Irawan               | 306 kg                        | Francisco Mosquera            | 302 kg                        |
| Pesi piuma — 67 kg (Dettagli)           |                               |                               |                               |                               |                               |                               |
| Strappo                                 | Feng Lüdong                   | 153 kg                        | Daniyar İsmayilov             | 150 kg                        | Chen Lijun                    | 150 kg                        |
| Slancio                                 | Pak Jong-ju                   | 188 kg                        | Chen Lijun                    | 187 kg                        | Adkhamjon Ergashev            | 182 kg                        |
| Totale                                  | Chen Lijun                    | 337 kg                        | Feng Lüdong                   | 333 kg                        | Pak Jong-ju                   | 330 kg                        |
| Pesi leggeri — 73 kg (Dettagli)         |                               |                               |                               |                               |                               |                               |
| Strappo                                 | Shi Zhiyong                   | 166 kg                        | Božidar Andreev               | 157 kg                        | Briken Calja                  | 156 kg                        |
| Slancio                                 | Shi Zhiyong                   | 197 kg                        | O Kang-chol                   | 193 kg                        | Božidar Andreev               | 189 kg                        |
| Totale                                  | Shi Zhiyong                   | 363 kg                        | O Kang-chol                   | 347 kg                        | Božidar Andreev               | 346 kg                        |
| Pesi medi — 81 kg (Dettagli)            |                               |                               |                               |                               |                               |                               |
| Strappo                                 | Lü Xiaojun                    | 171 kg                        | Li Dayin                      | 171 kg                        | Andranik Karapetyan           | 168 kg                        |
| Slancio                                 | Lü Xiaojun                    | 207 kg                        | Li Dayin                      | 206 kg                        | Yunder Beytula                | 201 kg                        |
| Totale                                  | Lü Xiaojun                    | 378 kg                        | Li Dayin                      | 377 kg                        | Brayan Rodallegas             | 363 kg                        |
| Pesi massimi leggeri — 89 kg (Dettagli) |                               |                               |                               |                               |                               |                               |
| Strappo                                 | Revaz Davitadze               | 172 kg                        | Aljaksandr Bjarsanaŭ          | 169 kg                        | Keydomar Vallenilla           | 169 kg                        |
| Slancio                                 | Toshiki Yamamoto              | 208 kg                        | Hakob Mkrtchyan               | 208 kg                        | Ali Miri                      | 207 kg                        |
| Totale                                  | Hakob Mkrtchyan               | 375 kg                        | Ali Miri                      | 374 kg                        | Revaz Davitadze               | 371 kg                        |
| Pesi mediomassimi — 96 kg (Dettagli)    |                               |                               |                               |                               |                               |                               |
| Strappo                                 | Anton Pliesnoi                | 181 kg                        | Tian Tao                      | 180 kg                        | Jhonatan Rivas                | 179 kg                        |
| Slancio                                 | Tian Tao                      | 230 kg                        | Fares El-Bakh                 | 224 kg                        | Ayoub Mousavi                 | 214 kg                        |
| Totale                                  | Tian Tao                      | 410 kg                        | Fares El-Bakh                 | 402 kg                        | Anton Pliesnoi                | 394 kg                        |
| Pesi massimi primi — 102 kg (Dettagli)  |                               |                               |                               |                               |                               |                               |
| Strappo                                 | Jin Yun-seong                 | 181 kg                        | Jaŭhen Cichancoŭ              | 180 kg                        | Samvel Gasparyan              | 178 kg                        |
| Slancio                                 | Reza Dehdar                   | 219 kg                        | Jaŭhen Cichancoŭ              | 218 kg                        | Dmytro Čumak                  | 217 kg                        |
| Totale                                  | Jaŭhen Cichancoŭ              | 398 kg                        | Jin Yun-seong                 | 397 kg                        | Reza Dehdar                   | 394 kg                        |
| Pesi massimi — 109 kg (Dettagli)        |                               |                               |                               |                               |                               |                               |
| Strappo                                 | Simon Martirosyan             | 199 kg                        | Andrėj Aramnaŭ                | 198 kg                        | Yang Zhe                      | 197 kg                        |
| Slancio                                 | Simon Martirosyan             | 230 kg                        | Akbar Djuraev                 | 229 kg                        | Andrėj Aramnaŭ                | 228 kg                        |
| Totale                                  | Simon Martirosyan             | 429 kg                        | Andrėj Aramnaŭ                | 426 kg                        | Yang Zhe                      | 420 kg                        |
| Pesi supermassimi — +109 kg (Dettagli)  |                               |                               |                               |                               |                               |                               |
| Strappo                                 | Lasha T'alakhadze             | 220 kg                        | Gor Minasyan                  | 212 kg                        | Walid Bidani                  | 200 kg                        |
| Slancio                                 | Lasha T'alakhadze             | 264 kg                        | Gor Minasyan                  | 248 kg                        | Ruben Aleksanyan              | 245 kg                        |
| Totale                                  | Lasha T'alakhadze             | 484 kg                        | Gor Minasyan                  | 460 kg                        | Ruben Aleksanyan              | 437 kg                        |

### Categorie femminili
| Evento                                  | Oro                           | Oro                           | Argento                       | Argento                       | Bronzo                        | Bronzo                        |
| Pesi mosca — 45 kg (Dettagli)           | Pesi mosca — 45 kg (Dettagli) | Pesi mosca — 45 kg (Dettagli) | Pesi mosca — 45 kg (Dettagli) | Pesi mosca — 45 kg (Dettagli) | Pesi mosca — 45 kg (Dettagli) | Pesi mosca — 45 kg (Dettagli) |
| --------------------------------------- | ----------------------------- | ----------------------------- | ----------------------------- | ----------------------------- | ----------------------------- | ----------------------------- |
| Strappo                                 | Şaziye Erdoğan                | 77 kg                         | Ludia Montero                 | 76 kg                         | Khổng Mỹ Phượng               | 74 kg                         |
| Slancio                                 | Lisa Setiawati                | 95 kg                         | Şaziye Erdoğan                | 92 kg                         | Vương Thị Huyền               | 91 kg                         |
| Totale                                  | Şaziye Erdoğan                | 169 kg                        | Ludia Montero                 | 167 kg                        | Lisa Setiawati                | 165 kg                        |
| Pesi gallo — 49 kg (Dettagli)           |                               |                               |                               |                               |                               |                               |
| Strappo                                 | Hou Zhihui                    | 94 kg                         | Jiang Huihua                  | 94 kg                         | Ri Song-gum                   | 89 kg                         |
| Slancio                                 | Jiang Huihua                  | 118 kg                        | Hou Zhihui                    | 117 kg                        | Ri Song-gum                   | 115 kg                        |
| Totale                                  | Jiang Huihua                  | 212 kg                        | Hou Zhihui                    | 211 kg                        | Ri Song-gum                   | 204 kg                        |
| Pesi piuma — 55 kg (Dettagli)           |                               |                               |                               |                               |                               |                               |
| Strappo                                 | Zhang Wanqiong                | 99 kg                         | Liao Qiuyun                   | 98 kg                         | Muattar Nabieva               | 96 kg                         |
| Slancio                                 | Liao Qiuyun                   | 129 kg                        | Zhang Wanqiong                | 123 kg                        | Hidilyn Diaz                  | 121 kg                        |
| Totale                                  | Liao Qiuyun                   | 227 kg                        | Zhang Wanqiong                | 222 kg                        | Hidilyn Diaz                  | 214 kg                        |
| Pesi leggeri — 59 kg (Dettagli)         |                               |                               |                               |                               |                               |                               |
| Strappo                                 | Choe Hyo-sim                  | 107 kg                        | Kuo Hsing-chun                | 106 kg                        | Chen Guiming                  | 101 kg                        |
| Slancio                                 | Kuo Hsing-chun                | 140 kg                        | Choe Hyo-sim                  | 138 kg                        | Chen Guiming                  | 132 kg                        |
| Totale                                  | Kuo Hsing-chun                | 246 kg                        | Choe Hyo-sim                  | 245 kg                        | Chen Guiming                  | 233 kg                        |
| Pesi medi — 64 kg (Dettagli)            |                               |                               |                               |                               |                               |                               |
| Strappo                                 | Deng Wei                      | 116 kg                        | Rim Un-sim                    | 114 kg                        | Loredana Toma                 | 112 kg                        |
| Slancio                                 | Deng Wei                      | 145 kg                        | Rim Un-sim                    | 137 kg                        | Mercedes Pérez                | 132 kg                        |
| Totale                                  | Deng Wei                      | 261 kg                        | Rim Un-sim                    | 251 kg                        | Loredana Toma                 | 240 kg                        |
| Pesi massimi leggeri — 71 kg (Dettagli) |                               |                               |                               |                               |                               |                               |
| Strappo                                 | Katherine Nye                 | 112 kg                        | Kim Hyo-sim                   | 110 kg                        | Mattie Rogers                 | 106 kg                        |
| Slancio                                 | Katherine Nye                 | 136 kg                        | Mattie Rogers                 | 134 kg                        | Emily Godley                  | 126 kg                        |
| Totale                                  | Katherine Nye                 | 248 kg                        | Mattie Rogers                 | 240 kg                        | Kim Hyo-sim                   | 230 kg                        |
| Pesi mediomassimi — 76 kg (Dettagli)    |                               |                               |                               |                               |                               |                               |
| Strappo                                 | Rim Jong-sim                  | 124 kg                        | Zhang Wangli                  | 118 kg                        | Neisi Dajomes                 | 110 kg                        |
| Slancio                                 | Zhang Wangli                  | 153 kg                        | Rim Jong-sim                  | 152 kg                        | Aremi Fuentes                 | 138 kg                        |
| Totale                                  | Rim Jong-sim                  | 276 kg                        | Zhang Wangli                  | 271 kg                        | Neisi Dajomes                 | 245 kg                        |
| Pesi massimi primi — 81 kg (Dettagli)   |                               |                               |                               |                               |                               |                               |
| Strappo                                 | Lee Ji-eun                    | 111 kg                        | Kim Su-hyeon                  | 111 kg                        | Mönkhjantsangiin Ankhtsetseg  | 110 kg                        |
| Slancio                                 | Leidy Solís                   | 142 kg                        | Jenny Arthur                  | 139 kg                        | Lidia Valentín                | 138 kg                        |
| Totale                                  | Leidy Solís                   | 247 kg                        | Lidia Valentín                | 246 kg                        | Jenny Arthur                  | 245 kg                        |
| Pesi massimi — 87 kg (Dettagli)         |                               |                               |                               |                               |                               |                               |
| Strappo                                 | Wang Zhouyu                   | 120 kg                        | Kim Un-ju                     | 115 kg                        | Naryury Pérez                 | 110 kg                        |
| Slancio                                 | Wang Zhouyu                   | 158 kg                        | Kim Un-ju                     | 154 kg                        | Tamara Salazar                | 144 kg                        |
| Totale                                  | Wang Zhouyu                   | 278 kg                        | Kim Un-ju                     | 269 kg                        | Tamara Salazar                | 252 kg                        |
| Pesi supermassimi — +87 kg (Dettagli)   |                               |                               |                               |                               |                               |                               |
| Strappo                                 | Li Wenwen                     | 146 kg                        | Tat'jana Kaširina             | 140 kg                        | Meng Suping                   | 137 kg                        |
| Slancio                                 | Li Wenwen                     | 186 kg                        | Tat'jana Kaširina             | 178 kg                        | Meng Suping                   | 174 kg                        |
| Totale                                  | Li Wenwen                     | 332 kg                        | Tat'jana Kaširina             | 318 kg                        | Meng Suping                   | 311 kg                        |

## Medagliere

### Grandi (totale)
Riferito al totale dell'esercizio.
| Posiz.              | Nazione             | Oro | Argento | Bronzo | Totale |
| ------------------- | ------------------- | --- | ------- | ------ | ------ |
| 1                   | Cina                | 10  | 5       | 3      | 18     |
| 2                   | Corea del Nord      | 2   | 4       | 3      | 9      |
| 3                   | Armenia             | 2   | 1       | 1      | 4      |
| 4                   | Stati Uniti         | 1   | 1       | 1      | 3      |
| 5                   | Bielorussia         | 1   | 1       | 0      | 2      |
| 6                   | Colombia            | 1   | 0       | 2      | 3      |
| 6                   | Georgia             | 1   | 0       | 2      | 3      |
| 8                   | Taipei cinese       | 1   | 0       | 0      | 1      |
| 8                   | Turchia             | 1   | 0       | 0      | 1      |
| 10                  | Indonesia           | 0   | 1       | 1      | 2      |
| 10                  | Iran                | 0   | 1       | 1      | 2      |
| 12                  | Corea del Sud       | 0   | 1       | 0      | 1      |
| 12                  | Cuba                | 0   | 1       | 0      | 1      |
| 12                  | Kazakistan          | 0   | 1       | 0      | 1      |
| 12                  | Qatar               | 0   | 1       | 0      | 1      |
| 12                  | Russia              | 0   | 1       | 0      | 1      |
| 12                  | Spagna              | 0   | 1       | 0      | 1      |
| 18                  | Ecuador             | 0   | 0       | 2      | 2      |
| 19                  | Arabia Saudita      | 0   | 0       | 1      | 1      |
| 19                  | Bulgaria            | 0   | 0       | 1      | 1      |
| 19                  | Filippine           | 0   | 0       | 1      | 1      |
| 19                  | Romania             | 0   | 0       | 1      | 1      |
| Totale (22 nazioni) | Totale (22 nazioni) | 20  | 20      | 20     | 60     |

### Grandi (totale) e Piccole (Strappo e Slancio)
Riferito al totale dell'esercizio e delle due specialità.
| Posiz.              | Nazione             | Oro | Argento | Bronzo | Totale |
| ------------------- | ------------------- | --- | ------- | ------ | ------ |
| 1                   | Cina                | 29  | 14      | 10     | 53     |
| 2                   | Corea del Nord      | 7   | 12      | 5      | 24     |
| 3                   | Georgia             | 5   | 0       | 2      | 7      |
| 4                   | Armenia             | 4   | 4       | 4      | 12     |
| 5                   | Stati Uniti         | 3   | 3       | 2      | 8      |
| 6                   | Corea del Sud       | 2   | 2       | 0      | 4      |
| 6                   | Turchia             | 2   | 2       | 0      | 4      |
| 8                   | Colombia            | 2   | 1       | 4      | 7      |
| 9                   | Taipei cinese       | 2   | 1       | 0      | 3      |
| 10                  | Bielorussia         | 1   | 5       | 1      | 7      |
| 11                  | Iran                | 1   | 2       | 3      | 6      |
| 12                  | Indonesia           | 1   | 2       | 1      | 4      |
| 13                  | Giappone            | 1   | 0       | 1      | 2      |
| 14                  | Russia              | 0   | 3       | 0      | 3      |
| 15                  | Cuba                | 0   | 2       | 0      | 2      |
| 15                  | Qatar               | 0   | 2       | 0      | 2      |
| 17                  | Bulgaria            | 0   | 1       | 3      | 4      |
| 18                  | Uzbekistan          | 0   | 1       | 2      | 3      |
| 18                  | Vietnam             | 0   | 1       | 2      | 3      |
| 20                  | Kazakistan          | 0   | 1       | 1      | 2      |
| 20                  | Spagna              | 0   | 1       | 1      | 2      |
| 22                  | Ecuador             | 0   | 0       | 4      | 4      |
| 23                  | Arabia Saudita      | 0   | 0       | 2      | 2      |
| 23                  | Filippine           | 0   | 0       | 2      | 2      |
| 23                  | Romania             | 0   | 0       | 2      | 2      |
| 23                  | Venezuela           | 0   | 0       | 2      | 2      |
| 27                  | Albania             | 0   | 0       | 1      | 1      |
| 27                  | Algeria             | 0   | 0       | 1      | 1      |
| 27                  | Gran Bretagna       | 0   | 0       | 1      | 1      |
| 27                  | Messico             | 0   | 0       | 1      | 1      |
| 27                  | Mongolia            | 0   | 0       | 1      | 1      |
| 27                  | Ucraina             | 0   | 0       | 1      | 1      |
| Totale (32 nazioni) | Totale (32 nazioni) | 60  | 60      | 60     | 180    |

## Classifica a squadre

### Sistema di punteggio
Il sistema di punteggio è basato sui punti distribuiti per l'esercizio totale e le due specialità in base allo schema adottato nel 1996:

### Categorie maschili
| Pos. | Squadra            | Punti |
| ---- | ------------------ | ----- |
| 1    | Cina               | 700   |
| 2    | Bielorussia        | 505   |
| 3    | Corea del Sud      | 491   |
| 4    | Iran               | 484   |
| 5    | Georgia            | 468   |
| 6    | Armenia            | 424   |
| 7    | Colombia           | 405   |
| 8    | Russia             | 391   |
| 9    | Giappone           | 377   |
| 10   | Kazakistan         | 268   |
| 11   | Corea del Nord     | 261   |
| 12   | Uzbekistan         | 253   |
| 13   | Indonesia          | 233   |
| 14   | Venezuela          | 227   |
| 15   | Stati Uniti        | 224   |
| 16   | Ucraina            | 223   |
| 17   | Turkmenistan       | 207   |
| 18   | Turchia            | 196   |
| 19   | Italia             | 179   |
| 20   | Germania           | 176   |
| 21   | Spagna             | 170   |
| 22   | Vietnam            | 151   |
| 23   | Taipei cinese      | 151   |
| 24   | Albania            | 142   |
| 25   | Bulgaria           | 131   |
| 26   | Lettonia           | 121   |
| 27   | Arabia Saudita     | 119   |
| 28   | Canada             | 106   |
| 29   | Francia            | 94    |
| 30   | Rep. Dominicana    | 85    |
| 31   | Polonia            | 84    |
| 32   | Brasile            | 82    |
| 33   | Moldavia           | 81    |
| 34   | Ecuador            | 80    |
| 35   | Rep. Ceca          | 74    |
| 36   | Qatar              | 72    |
| 37   | Messico            | 69    |
| 38   | Israele            | 69    |
| 39   | Cuba               | 68    |
| 40   | Kirghizistan       | 63    |
| 41   | Algeria            | 60    |
| 42   | Filippine          | 60    |
| 43   | Sri Lanka          | 59    |
| 44   | Siria              | 58    |
| 45   | Malaysia           | 57    |
| 46   | Estonia            | 55    |
| 47   | Papua Nuova Guinea | 45    |
| 48   | Perù               | 35    |
| 49   | India              | 35    |
| 50   | Austria            | 34    |
| 51   | Lituania           | 28    |
| 52   | Danimarca          | 27    |
| 53   | Nuova Zelanda      | 26    |
| 54   | Iraq               | 25    |
| 55   | Ungheria           | 22    |
| 56   | Guatemala          | 21    |
| 57   | Madagascar         | 21    |
| 58   | Samoa              | 20    |
| 59   | Irlanda            | 19    |
| 60   | Sudafrica          | 18    |
| 61   | Ghana              | 15    |
| 62   | Paesi Bassi        | 12    |
| 63   | Slovacchia         | 11    |
| 64   | Cile               | 11    |
| 65   | Libia              | 10    |
| 66   | Porto Rico         | 9     |
| 67   | Regno Unito        | 8     |
| 68   | Finlandia          | 7     |
| 69   | Croazia            | 7     |
| 70   | Norvegia           | 4     |
| 71   | Azerbaigian        | 3     |
| 72   | Nauru              | 2     |
| —    | Uruguay            | 0     |
| —    | Tonga              | 0     |
| —    | Australia          | 0     |
| —    | Kiribati           | 0     |
| —    | Romania            | 0     |
| —    | Botswana           | 0     |
| —    | Islanda            | 0     |
| —    | Mongolia           | 0     |
| —    | Isole Marshall     | 0     |
| —    | Singapore          | 0     |
| —    | Tunisia            | 0     |
| —    | Tuvalu             | 0     |
| —    | Panama             | 0     |
| —    | Marocco            | 0     |
| —    | Argentina          | 0     |

### Categorie femminili
| Pos. | Squadra                   | Punti |
| ---- | ------------------------- | ----- |
| 1    | Cina                      | 786   |
| 2    | Corea del Nord            | 511   |
| 3    | Stati Uniti               | 482   |
| 4    | Colombia                  | 451   |
| 5    | Russia                    | 382   |
| 6    | Canada                    | 359   |
| 7    | Corea del Sud             | 354   |
| 8    | Venezuela                 | 337   |
| 9    | Messico                   | 332   |
| 10   | Regno Unito               | 256   |
| 11   | Ecuador                   | 237   |
| 12   | Giappone                  | 229   |
| 13   | Turchia                   | 225   |
| 14   | Filippine                 | 224   |
| 15   | Taipei cinese             | 222   |
| 16   | Vietnam                   | 184   |
| 17   | Brasile                   | 170   |
| 18   | Francia                   | 164   |
| 19   | Ucraina                   | 163   |
| 20   | Indonesia                 | 161   |
| 21   | Uzbekistan                | 153   |
| 22   | Bielorussia               | 142   |
| 23   | Cile                      | 139   |
| 24   | Romania                   | 137   |
| 25   | Rep. Dominicana           | 127   |
| 26   | Italia                    | 122   |
| 27   | Turkmenistan              | 122   |
| 28   | India                     | 121   |
| 29   | Kazakistan                | 116   |
| 30   | Polonia                   | 116   |
| 31   | Moldavia                  | 102   |
| 32   | Mongolia                  | 89    |
| 33   | Cuba                      | 87    |
| 34   | Armenia                   | 80    |
| 35   | Nuova Zelanda             | 77    |
| 36   | Israele                   | 77    |
| 37   | Danimarca                 | 74    |
| 38   | Samoa                     | 71    |
| 39   | Spagna                    | 69    |
| 40   | Australia                 | 67    |
| 41   | Lituania                  | 66    |
| 42   | Finlandia                 | 63    |
| 43   | Svezia                    | 57    |
| 44   | Madagascar                | 55    |
| 45   | Lettonia                  | 54    |
| 46   | Ungheria                  | 51    |
| 47   | Iran                      | 50    |
| 48   | Camerun                   | 46    |
| 49   | Austria                   | 45    |
| 50   | Papua Nuova Guinea        | 44    |
| 51   | Germania                  | 43    |
| 52   | Perù                      | 41    |
| 53   | Bulgaria                  | 40    |
| 54   | Rep. Ceca                 | 40    |
| 55   | Croazia                   | 37    |
| 56   | Belgio                    | 37    |
| 57   | Norvegia                  | 35    |
| 58   | Svizzera                  | 34    |
| 59   | Bangladesh                | 31    |
| 60   | Malaysia                  | 27    |
| 61   | Porto Rico                | 27    |
| 62   | Azerbaigian               | 26    |
| 63   | Emirati Arabi Uniti       | 26    |
| 64   | Malta                     | 26    |
| 65   | Slovacchia                | 24    |
| 66   | Libano                    | 23    |
| 67   | Tonga                     | 21    |
| 68   | Mauritius                 | 18    |
| 69   | Nicaragua                 | 12    |
| 70   | Irlanda                   | 10    |
| 71   | Saint Vincent e Grenadine | 9     |
| 72   | Sudafrica                 | 5     |
| 73   | Islanda                   | 3     |
| 74   | Tunisia                   | 1     |
| —    | Sri Lanka                 | 0     |
| —    | Isole Salomone            | 0     |
| —    | Botswana                  | 0     |
| —    | Guam                      | 0     |
| —    | Uruguay                   | 0     |
| —    | Marocco                   | 0     |
| —    | Panama                    | 0     |
| —    | Argentina                 | 0     |